# Sant Joan de Saga
Sant Joan Rodó o de Saga són les runes d'una antiga capella circular, de les poques que es tenen constància a Catalunya, a prop de Saga, el municipi de Ger, a la comarca de la Baixa Cerdanya, que fou destruïda pels francesos el 1793. La imatge fou venuda a un antiquari l'any 1900.
Es presenta com un petit túmul de 8,5 metres de llargària per 7 metres d'amplada. La seva relativa irregularitat en els diàmetres pot ser deguda al fet que el nord sembla escapçat per l'antic camí de Bolvir a Bellver (probable via romana i camí ral). Actualment, s'observen tres blocs de pedra sense treballar que formarien part del sòcol o de les filades baixes i que donen idea de la forma circular de l'edifici. L'estructura continua en el mateix sentit però ja coberta per l'herba del prat. Malgrat tot s'intueix una possible planta circular de les dimensions referides. El topònim de Sant Joan Rodó corroboraria aquest fet, en principi assumit per paral·lels amb altres esglésies d'aquest tipus.